# Rob Sheridan
Rob Sheridan (nascido em 1979) é um designer gráfico, diretor de arte e fotógrafo estado-unidense mais conhecido por seu extenso trabalho com a banda Nine Inch Nails.

## Trabalhos com o Nine Inch Nails
- Things Falling Apart (2000) – designer gráfico
- And All That Could Have Been (2002) – diretor, editor, diretor de fotografia[1]
- "The Hand That Feeds" (2005) – diretor,[2] editor[3]
- With Teeth (2005) – diretor de arte
- Beside You In Time (2007) – diretor, editor, diretor de arte [3]
- "Survivalism" (2007) – co-diretor[3]
- Year Zero (2007) – diretor de arte
- Ghosts I-IV (2008) - diretor de arte
- The Slip (2008) - diretor de arte